# Kisõjärv
Kisõjärv (est. Kisõjärv, Kisejärv, Kiisajärv, Kisi järv, Küsajärv) – jezioro w Estonii, w prowincji Võrumaa, w gminie Misso. Położone jest na wschód od wsi Kärinä. Ma powierzchnię 44,3 ha, linię brzegową o długości 4348 m, długość 1420 m i szerokość 700 m. Sąsiaduje z jeziorami Immaku, Sõdaalonõ, Kirbujärv, Mägialonõ, Laihjärv, Pahijärv, Vuuhjärv. Położone jest na obszarze chronionego krajobrazu Kisejärve maastikukaitseala.